# Eleição municipal de Garanhuns em 2016
A eleição municipal da cidade brasileira de Garanhuns ocorreu em 2 de outubro de 2016 para eleger um prefeito, um vice-prefeito e 13 vereadores para a administração municipal. O prefeito titular, Izaías Régis, do PTB, foi reeleito já no primeiro turno, angariando 44.275 votos (68,57%). Seu principal oponente na disputa foi o nepotista Sivaldo Albino, do PPS, recebeu apenas 15.311 votos.

## Legislação eleitoral
As convenções partidárias para a escolha dos candidatos ocorreram entre 20 de julho e 5 de agosto. A propaganda eleitoral gratuita foi exibida entre 26 de agosto e 29 de setembro.
Segundo a lei eleitoral em vigor, o sistema de dois turnos - caso o candidato mais votado recebesse menos de 50% +1 dos votos - está disponível apenas em cidades com mais de 200 mil eleitores. Nas cidades onde houver segundo turno, a propaganda eleitoral gratuita voltará a ser exibida em 15 de outubro e terminará em 28 de outubro. Como Garanhuns não possui 200 mil eleitores, a eleição foi decidido em apenas um turno.

## Candidatos
| Nº | Candidato(a) (em ordem alfabética) | Partido | Vice-candidato(a)      | Coligação                                                                                    | Ocupacão   | Grau de Instrução     |
| -- | ---------------------------------- | ------- | ---------------------- | -------------------------------------------------------------------------------------------- | ---------- | --------------------- |
| 12 | Valter Couto                       | PDT     | Aderaldo (PDT)         | "Avança Garanhuns" (PDT, PSOL, PRP)                                                          | Engenheiro | Superior Completo     |
| 14 | Izaías Régis                       | PTB     | Haroldo Vicente (PSC)  | "Construindo o Futuro" (PTB, PSC, PRB, PSDC, PCdoB, PTdoB, PT, PSL, PMB, PTC, PSDB, PHS, PP) | Prefeito   | Ensino Médio Completo |
| 21 | Paulo Camelo                       | PCB     | Atilla Rocha (PCB)     | Partido não coligado                                                                         | Engenheiro | Superior Completo     |
| 23 | Sivaldo Albino                     | PPS     | Professor Tebano (PSB) | "Para Cuidar de Nossa Gente" (PPS, PSB, PSD, PR, PMDB, REDE)                                 | Vereador   | Ensino Médio Completo |
| 25 | Claudiomira                        | DEM     | Adão de Sá (DEM)       | "Por Garanhuns e Por um Brasil Decente" (DEM, PV, SD)                                        | Advogada   | Superior Completo     |

## Resultados

### Prefeito

#### Primeiro turno
No primeiro turno, houve um total de 3.688  (três mil, seiscentos e oitenta e oito) votos em branco e 5.799 (cinco mil setecentos e noventa e nove) votos nulos. 
| Partido | Partido | Candidato      | Votos  | Votos (%) |
| ------- | ------- | -------------- | ------ | --------- |
|         | PTB     | Izaías Régis   | 44,275 | 68,57%    |
|         | PPS     | Sivaldo Albino | 15,311 | 23,71%    |
|         | DEM     | Claudiomira    | 2,685  | 4,16%     |
|         | PCB     | Paulo Camelo   | 1,645  | 2,55%     |
|         | PDT     | Valter Couto   | 0,654  | 1,01%     |
| Totais  | Totais  | Totais         | 64,57  |           |
| Fonte:  |         |                |        |           |

### Vereadores eleitos
Foram eleitos 13 vereadores para compor a Câmara Municipal de Garanhuns.  O PTB foi o partido que elegeu a maior parte dos candidatos: 5 no total. PSC, PHS (2 vereadores), PRB, PSDB, PCdoB e PSDC, com 1 vereador cada um, também apoiaram a candidatura de Izaías Régis. De 13 candidatos eleitos, apenas três são mulheres, porém, uma delas foi a vereadora mais votada (Luzia da Saúde, Carla de Zé de Vilaço e Bethânia da Ação Social, todas pertencentes ao PTB).
| Nome                   | Partido | Número | Quantidade de votos | Porcentagem |
| ---------------------- | ------- | ------ | ------------------- | ----------- |
| Luzia da Saúde         | PTB     | 14444  | 4.40%               | 2.916       |
| Gersinho Filho         | PTB     | 14000  | 4.28%               | 2.836       |
| Zaqueu                 | PRB     | 10610  | 4.03%               | 2.673       |
| Marinho da Estiva      | PHS     | 31333  | 3.47%               | 2.297       |
| Carla de Zé de Vilaço  | PTB     | 14111  | 3.37%               | 2.136       |
| Betânia da Ação Social | PTB     | 14222  | 3.26%               | 2.160       |
| Professor Marcio       | PHS     | 31555  | 2.69%               | 1.784       |
| Alcindo Correa         | PC do B | 65000  | 2.54%               | 1.684       |
| Gil PM                 | PSC     | 20999  | 2.48%               | 1.645       |
| Daniel da Saúde        | PSC     | 20000  | 2.45%               | 1.626       |
| Audálio                | PSDC    | 27890  | 2.31%               | 1.533       |
| Ary Jr.                | PTB     | 14123  | 1.92%               | 1.273       |
| Tonho de Belo do Cal   | PSDB    | 45678  | 1.01%               | 669         |